# Rugosimetro da laboratorio
Il rugosimetro da laboratorio è uno strumento per la misura della rugosità utilizzato prevalentemente nei laboratori metrologici dove è richiesta un'altissima precisione di misura. La risoluzione di misura utilizzata è solitamente uguale al millesimo di micron (corrispondente ad un nanometro) o anche inferiore.

## Differenze con tastatori portatili
1. È dotato di unità di traslazione con incorporata una riga ottica per garantire la massima precisione negli spostamenti lungo l'asse orizzontale di misura
2. Può effettuare rilevazioni di superfici molto più lunghe dato che solitamente dispone di una corsa di misura di oltre 50 millimetri
3. Dispone di una vasta gamma di tastatori intercambiabili, quindi può effettuare diversi tipi di misura secondo le esigenze più disparate.

## Campi di utilizzo particolari

Esempio di elaborazione tridimensionale

- Poiché alcuni fra i tastatori in dotazione hanno un campo di misura più ampio di quello standard utilizzato per la misura della rugosità è possibile misurare ed analizzare anche le micro-profilometrie.
- Utilizzando una tavoletta a spostamento micrometrico del tipo microstepper in combinazione con l'unità di traslazione del rugosimetro è possibile eseguire una serie di scansioni parallele di una superficie per generare una matrice di dati che riproduce il modello tridimensionale di quella superficie. La matrice di dati viene inviata ad un apposito software esterno che permette di ricostruire e manipolare il grafico tridimensionale della superficie originale e di eseguire una serie di analisi sui dati come sezione di piani, filtraggi, calcolo di parametri 3D, inversioni, determinazione dei volumi di pieno e vuoto, ecc.